# Peștera cu Oase
Peştera cu Oase (pronuncia in rumeno: [ˈpeʃtera ku ˈo̯ase], che significa "caverna con ossa") è un sistema di 12 gallerie e camere carsiche situato nei pressi della città di Anina, nel distretto di Caraş-Severin, sud-ovest della Romania, dove è stato rinvenuto uno dei più antichi resti di Homo sapiens in Europa, datato a 37.800 anni fa.
Nel 2015 una ricerca genetica ha rivelato che il fossile di Oase 1 ha avuto un recente progenitore Neanderthal, in quanto circa il 5-11% del suo genoma autosomico è attribuibile a questo ominide. Il 12° cromosoma del campione è inoltre risultato essere tipicamente Neanderthal per ben il 50%, confermando l'incredibile origine Neanderthal recente.

## La caverna
Nel febbraio 2002 un gruppo speleologico, esplorando il sistema carsico di Miniş Valley, nei Carpazi sudoccidentali vicino Anina, ritrovò una caverna fino ad allora sconosciuta con moltissimi resti scheletrici di mammiferi. La grotta, che sembrava esser servita principalmente come spazio per il letargo dell'orso delle caverne del tardo pleistocene (Ursus spelaeus), presentava alcune caratteristiche anomale, come il posizionamento di alcuni resti sulle rocce in rilievo, suggerendo un certo coinvolgimento umano nei depositi accumulati. Infatti, gli speleologi Ştefan Milota, Adrian Bîlgăr e Laurenţiu Sarcina scoprirono una mandibola umana completa sulla paleosuperficie. La grotta carsica venne denominata Peştera cu Oase (la caverna con ossa in rumeno), e la mandibola Oase 1.

## Oase 1
Le datazioni al radiocarbonio fanno risalire questa mandibola fino a 37800 anni fa. Essendo stata rinvenuta in una posizione vicina alla Porte di Ferro nel corridoio danubiano punto di passaggio tra l'Europa centrale e quella sud-orientale, può essere appartenuta ad una delle prime popolazioni umane anatomicamente moderne entrate in Europa.
In questo contesto, particolare degno di nota è il fatto che Oase 1 presenta caratteristiche morfologiche che conciliano una varietà di Homo sapiens arcaico (Cromagnoide) con l'Homo neanderthalensis.
Nel giugno 2003 un ulteriore gruppo di ricerca con Ştefan Milota, Ricardo Rodrigo e Mircea Gherase scoprì altri resti umani sulla superficie della grotta. Fu così che venne ritrovato un intero scheletro cranico anteriore assieme a un osso temporale sinistro quasi completo e una serie di segmenti ossei frontali, parietali e occipitali.
Le analisi del DNA di Oase 1 hanno dimostrato che aveva circa il 6-9% discendenza Neanderthal, significativamente più alta di qualsiasi umano odierno (tra i quali non supera il 4%), derivata almeno in parte da incroci risalenti a 4/6 generazioni precedenti. Non era più strettamente correlato agli antichi cacciatori-raccoglitori europei piuttosto che agli Asiatici orientali, e ciò suggerisce che la sua popolazione non diede un contributo significativo al genoma degli Europei odierni. Tuttavia portava lignaggi umani uniparentali moderni, come un lignaggio estinto dell'aplogruppo mitocondriale N e una forma di aplogruppo Y-DNA F*, risultando negativo ai polimorfismi a singolo nucleotide che contraddistinguono gli aplogruppi Y-DNA derivati da F e ancora diffusi come G, H e IJ.

## Oase 2
Mentre la mandibola di Oase 1 è completamente matura, lo scheletro facciale è quello di un adolescente di circa 15 anni, quindi corrispondente ad un secondo individuo, designato come Oase 2. Ulteriori analisi hanno rivelato che l'osso temporale sinistro, che si pensava appartenesse ad un terzo individuo, denominato Oase 3, in effetti deriva dallo stesso cranio delle ossa facciali e parietali di Oase 2.
La mancanza di ritrovamenti archeologici come torce, carbone o utensili suggerirebbe che i resti umani potrebbero essere entrati nella grotta attraverso fessure.
Oase 2 conferma una morfologia già intuita dalla mandibola di Oase 1, che indica una miscela di caratteristiche craniometriche tipiche dell'Homo sapiens arcaico e dell'Homo neanderthalensis. Gli esemplari presentano infatti una serie di caratteristiche derivate dall'Homo sapiens moderno come il mento pronunciato, arcate sopraccigliari poco prominenti e una volta cranica alta e rotonda. Tuttavia, queste caratteristiche affiancano alcuni aspetti arcaici del cranio e della dentatura che li pongono fuori del campo di variazione degli esseri umani moderni, come una faccia larga, una grande cresta ossea dietro l'orecchio e denti molto grandi. Questo "mosaico" di Neanderthal e uomo moderno rivela tratti simili a quelli di un fossile di 25.000 anni fa, appartenente a un bambino ritrovato ad Abrigo do Lagar Velho o a quelli di un fossile datato a 31.000 anni fa e rinvenuto nel sito di Mladeč, da Cidalia Duarte.